# Стожок (гора)
Стожо́к — гора на Среднем Урале, в Невьянском районе Свердловской области, к северу от Екатеринбурга и в нескольких километрах к юго-востоку от посёлка Таватуй. Неподалёку расположено озеро Таватуй. Высота вершины — 462 метра над уровнем моря.

## География
Гора Стожок расположена в 3,5 километрах к востоку от живописного уральского озера Таватуй, в 5 километрах к юго-востоку от прибрежного посёлка Таватуй. Гора покрыта хвойно-мелколиственным лесом (за исключением горнолыжных трасс и верхушки, где расположена база). Издали вершинной частью напоминает стог сена.

## Горнолыжный комплекс
На горе расположен горнолыжный комплекс «Стожок». Здесь имеются две горнолыжные трассы различной сложности и различной протяжённости с перепадом высот до 35 градусов (Южный склон — 550 м и Восточный склон — 750 м), трасса для сноубордистов «Лесной Лог», лесная трасса для беговых лыж протяжённостью 4 километра, 2 бугельных подъёмника. Все трассы освещены и озвучены, работает современная система искусственного оснежнения, что создаёт условия для катания с декабря по апрель. В 7 километрах от комплекса расположена база отдыха санаторий-профилакторий «Таватуй».